# 発エルゴン反応
発エルゴン反応（はつエルゴンはんのう、英語：exergonic reaction）はギブズエネルギー変化が負である反応をいい、自発反応と同義である。発エルゴン反応のエルゴンはギリシア語で仕事を意味する語である。発エルゴン反応で発生したエネルギーを用いることで、非自発反応である吸エルゴン反応を起こすことができる。これを共役という。
生化学において、発エルゴン反応として代表的なものがATPの加水分解である。ATPがADPとリン酸になる反応の標準ギブズエネルギー変化はおよそ-30kJ/molであり、このエネルギーを用いて生物の様々な吸エルゴン反応を行うことができる。ATPが生物のエネルギー通貨と呼ばれるゆえんである。